# Kalinowski (rejon czesmieński)
Kalinowskij (ros. Калиновский) – osiedle w Rosji, w obwodzie czelabińskim, w rejonie czesmieńskim. W 2010 liczyło 502 mieszkańców.